# Volo United Airlines 93
Il volo United Airlines 93 è il quarto dei quattro aerei di linea Boeing dirottati durante gli attentati dell'11 settembre 2001. È l'unico dei quattro a non aver raggiunto il suo obiettivo, schiantandosi in un campo vuoto vicino Shanksville (Pennsylvania), piccolo centro abitato a 240 chilometri a nord di Washington. Sebbene non sia mai stato dimostrato con certezza quale fosse esattamente il bersaglio dei dirottatori, si ritiene  che non potesse essere il Campidoglio o la Casa Bianca. La Commissione sull'11 settembre è comunque riuscita a ricostruire nei particolari quasi tutti gli avvenimenti riguardanti questo volo.

## Dirottatori
Il dirottamento del volo UA93 fu guidato da Ziyad Jarrah, nato in Libano, appartenente ad una famiglia benestante e di educazione secolare. Volle diventare pilota e nel 1996 si trasferì in Germania, iscrivendosi alla Università di Greifswald per studiare il tedesco. Un anno dopo si spostò ad Amburgo ed iniziò a studiare ingegneria aerospaziale alla Università tecnica di Amburgo. Mentre viveva ad Amburgo, Jarrah si associò alla cellula terroristica locale. Nel novembre 1999 si spostò in Afghanistan, dove trascorse tre mesi e incontrò il leader di al-Qāʿida Osama bin Laden nel gennaio 2000. Jarrah tornò ad Amburgo alla fine di gennaio e ottenne un nuovo passaporto dopo averne denunciato il furto.
A maggio ricevette il visto dall'Ambasciata degli Stati Uniti a Berlino e giunse in Florida a giugno, dove iniziò a prendere lezioni di volo e addestramento al combattimento corpo a corpo. Mantenne i contatti con la sua fidanzata in Germania e la sua famiglia nei mesi che precedettero l'attacco, e questo comportamento preoccupò il leader tattico del piano terroristico, Mohamed Atta, che programmò infatti di sostituirlo con Zakariyya Musawi nel caso Jarrah avesse rinunciato. Poco dopo l'attentato, la famiglia di Jarrāḥ affermò che egli era un "passeggero innocente" a bordo dell'aereo.
Altri tre dirottatori, addestrati per penetrare nella cabina di pilotaggio e sopraffare i piloti, accompagnarono Jarrāḥ sul volo UA93. Uno di essi, Ahmed al-Nami, giunse a Miami il 28 maggio 2001 con un visto turistico di validità semestrale assieme a Hamza al-Ghamdi e Mohand al-Shehri, che avevano il compito di dirottare il volo United Airlines 175. Gli altri due erano Ahmed al-Haznawi, che giunse a Miami l'8 giugno assieme al dirottatore del volo American Airlines 11 Wa'il al-Shehri e Sa'id al-Ghamdi, che giunse a Orlando il 27 giugno con Fayez Banihammad, dirottatore del volo United Airlines 175. I passaporti di Ziyad Jarrah e Sa'id al-Ghamdi furono recuperati dai rottami del volo 93.

## Volo

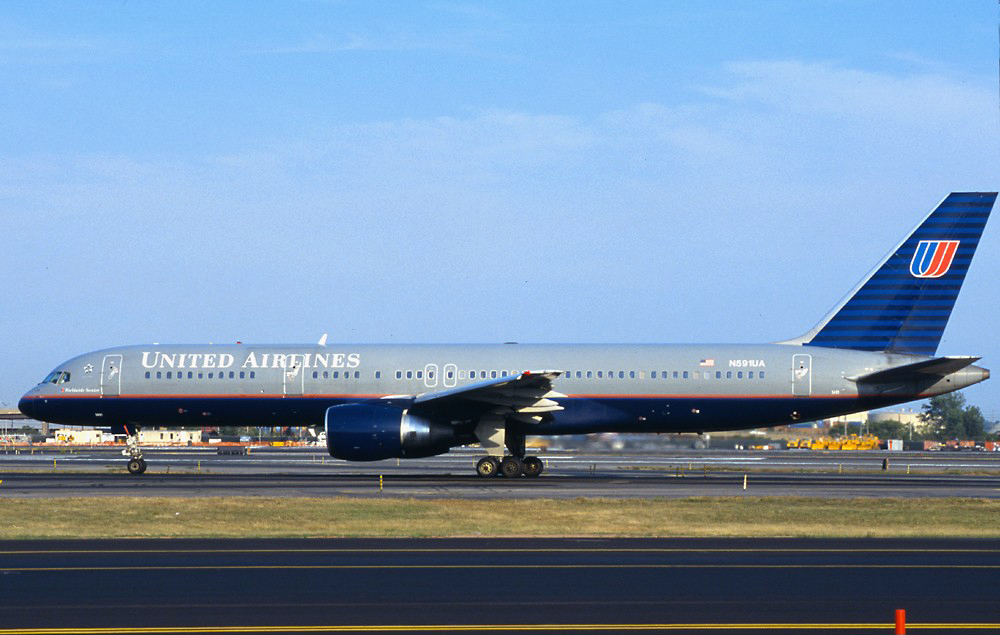
Il Boeing 757-200 N591UA della United coinvolto nel dirottamento, Fotografato tre giorni prima dell'attentato

L'aereo, un Boeing 757-200 con numero di registrazione N591UA, sarebbe dovuto decollare alle 08:00 (le 14:00 in Italia) dall'aeroporto di Newark, con destinazione San Francisco e, dopo un rifornimento, Tokyo. A bordo c'erano 37 passeggeri (fra cui i 4 terroristi) e 7 membri dell'equipaggio. In un primo momento si è pensato che i passeggeri fossero 38 (in realtà uno di questi aveva prenotato due posti). L'equipaggio era composto dal pilota Jason Dahl, il primo ufficiale LeRoy Homer Jr. e dalle assistenti di volo Lorraine Bay, Sandra Bradshaw, Wanda Green, CeeCee Lyles e Deborah Welsh.
Secondo quanto affermato dalla Commissione sull'11 settembre, se il volo avesse rispettato la tabella di marcia, sarebbe stato dirottato allo stesso orario degli altri tre aerei e non ci sarebbe stato abbastanza tempo per organizzare una difesa. Secondo altri commentatori, invece, il ritardo di circa tre quarti d'ora è stato "compensato" dalla mancata tempestività nell'avvertire i piloti di quanto stava succedendo.

### Imbarco
Tra le 07:03 e le 07:39 EST, i quattro dirottatori fecero il check-in per il volo: al-Ghamdi fece il check-in alle 07:03 senza bagagli, assieme ad al-Nami, che aveva due valigie; alle 07:24 fu il turno di al-Haznawi e alle 07:39 fu quello di Jarrah. Al-Haznawi venne selezionato per dei controlli aggiuntivi e il suo bagaglio venne sottoposto a verifiche. Il personale addetto alla sicurezza non notò nulla d'insolito.
Al-Haznawi al-Ghamdi e al-Nami s'imbarcarono alle 07:39 e si sedettero rispettivamente nei posti di prima classe 6B, 3D e 3C, mentre Jarrah prese il posto 1B. Il decollo era previsto per le 08:00 e si mosse dal gate A17 alle 08:01. A causa della congestione del traffico aereo presente quella mattina all'aeroporto, il volo decollò alle 08:42. Nel momento in cui il volo 93 si staccava dalla pista, gli altri terroristi avevano già il controllo del volo 11 e lo stavano prendendo nel volo 175.
Alle 09:02 l'aereo raggiunse la quota di crociera di 35 000 piedi (11 000 m). Dopo l'inizio degli attentati, i controllori di volo iniziarono ad inviare avvertimenti attraverso l'Aircraft Communication Addressing and Reporting System. Il controllore Ed Ballinger, incaricato d'inviare i messaggi, iniziò a trasmettere alle 09:19, dopo che il secondo impatto sulle Torri gemelle rese evidente un atto di terrorismo. Alle 09:21 Ballinger ricevette un messaggio ACARS di routine dal volo 93.

Alle 09:24 (le 15:24, in Italia), i piloti ricevettero un avvertimento dalle torri di controllo: 
Alle 09:26 (le 15:26 ora italiana), i piloti chiesero conferma del messaggio. Alle 09:27:25 l'equipaggio rispose al traffico radio di routine dei controllori di traffico aereo; quella fu l'ultima comunicazione da parte dell'equipaggio prima del dirottamento.

### Dirottamento
Il dirottamento iniziò alle 09:28 (le 15:28, ora italiana), dopo 46 minuti circa di volo. Gli altri dirottatori entrarono in azione dopo circa 30 minuti, probabilmente dopo lo spegnimento dell'avviso di allacciare le cinture di sicurezza e l'inizio dei servizi di bordo. Non è noto il motivo per cui, nel volo 93, i dirottatori decisero di assumere il controllo dell'aereo dopo un periodo più lungo.
L'aereo scese improvvisamente di 685 piedi (209 m) in mezzo minuto, e alle 09:28:17 una persona dell'equipaggio iniziò a gridare il codice di emergenza "Mayday" alla radio. Nel segnale inviato si possono udire rumori di colluttazioni in sottofondo. Un controllore del traffico aereo a Cleveland trasmise: "qualcuno ha chiamato Cleveland?" ma non ricevette risposta.
Trentacinque secondi dopo la prima trasmissione di emergenza, l'equipaggio effettuò una seconda trasmissione, dove qualcuno nella cabina gridò
Non esistono prove che indichino in quale momento il volo 93 entrò sotto il controllo dei dirottatori. Si pensa che essi avessero fatto irruzione in cabina e contemporaneamente fatto spostare i passeggeri verso la parte posteriore dell'aereo, probabilmente per minimizzare la possibilità che l'equipaggio o i passeggeri interferissero con l'attacco. Mentre in ciascuno degli altri aerei coinvolti negli attentati erano presenti cinque dirottatori, nel volo 93 ne erano presenti solo quattro. Questo fatto ha generato illazioni su un presunto ventesimo dirottatore. La commissione d'inchiesta ha ipotizzato che Mohamed al-Kahtani fosse il candidato per questo ruolo, ma il suo ingresso negli Stati Uniti venne negato un mese prima. Poiché molti passeggeri affermarono di aver visto tre dirottatori, è possibile che Jarrah sia rimasto al suo posto mentre l'equipaggio veniva attaccato e che si sia posto ai comandi di volo senza essere visto dai passeggeri.
Alle 09:31:57 (le 15:31 ora italiana), la torre di controllo ricevette una nuova comunicazione. Un uomo dal forte accento arabo, probabilmente Ziyad Jarrah, affermò:
Il controllore di volo di Cleveland capì la trasmissione, ma decise di rispondere
Secondo quanto affermato da alcuni commentatori indipendenti, la torre di controllo di Cleveland avrebbe omesso di avvertire la Federal Aviation Administration riguardo a quanto stava accadendo sul volo UA93 per un tragico errore. Gli strumenti segnalarono chiaramente che la perdita di quota era riferibile a quel volo, ma il trambusto nella cabina di pilotaggio sembrò provenire dal volo Delta 1989, che al momento si trovava nelle vicinanze. Le procedure per l'intercettazione dell'aereo dirottato scattarono dunque per il volo sbagliato. Il volo Delta 1989 - che atterrò regolarmente a Cleveland alle ore 10:10 - è stato solo uno degli undici aerei che quel giorno destarono allarme per un possibile dirottamento. Pare che Ziyad Jarrah abbia qui sbagliato pulsante senza accorgersene: anziché comunicare con i passeggeri, avrebbe aperto le comunicazioni con la torre di controllo.
Un'assistente di volo, tenuta prigioniera, venne sentita supplicare
Incapace d'impostare il pilota automatico, Jarrah fece virare l'aereo verso est alle 09:35:09. L'aereo salì a una quota di 40 700 piedi (12 400 m) e i controllori di volo immediatamente spostarono diversi aerei fuori dalla rotta del volo 93. Venne successivamente ascoltata l'assistente di volo supplicare nuovamente:
e uno dei dirottatori affermare in arabo: "Va tutto bene. Ho finito".
Alle 09:39 i controllori di volo sentirono un secondo annuncio di Jarrah:
Il coordinatore del controllo del traffico aereo per i voli della costa occidentale allertò il centro di comando della Federal Aviation Administration a Herndon, in Virginia che il volo 93 non rispondeva alle comunicazioni e che era fuori rotta. Un minuto dopo venne spento il transponder del velivolo, e il controllo del traffico di Cleveland continuò a monitorarlo attraverso il radar. Il centro della Federal Aviation Administration (FAA) di Herndon inoltrò le informazioni sul volo 93 ai quartier generali della FAA.

### Schianto

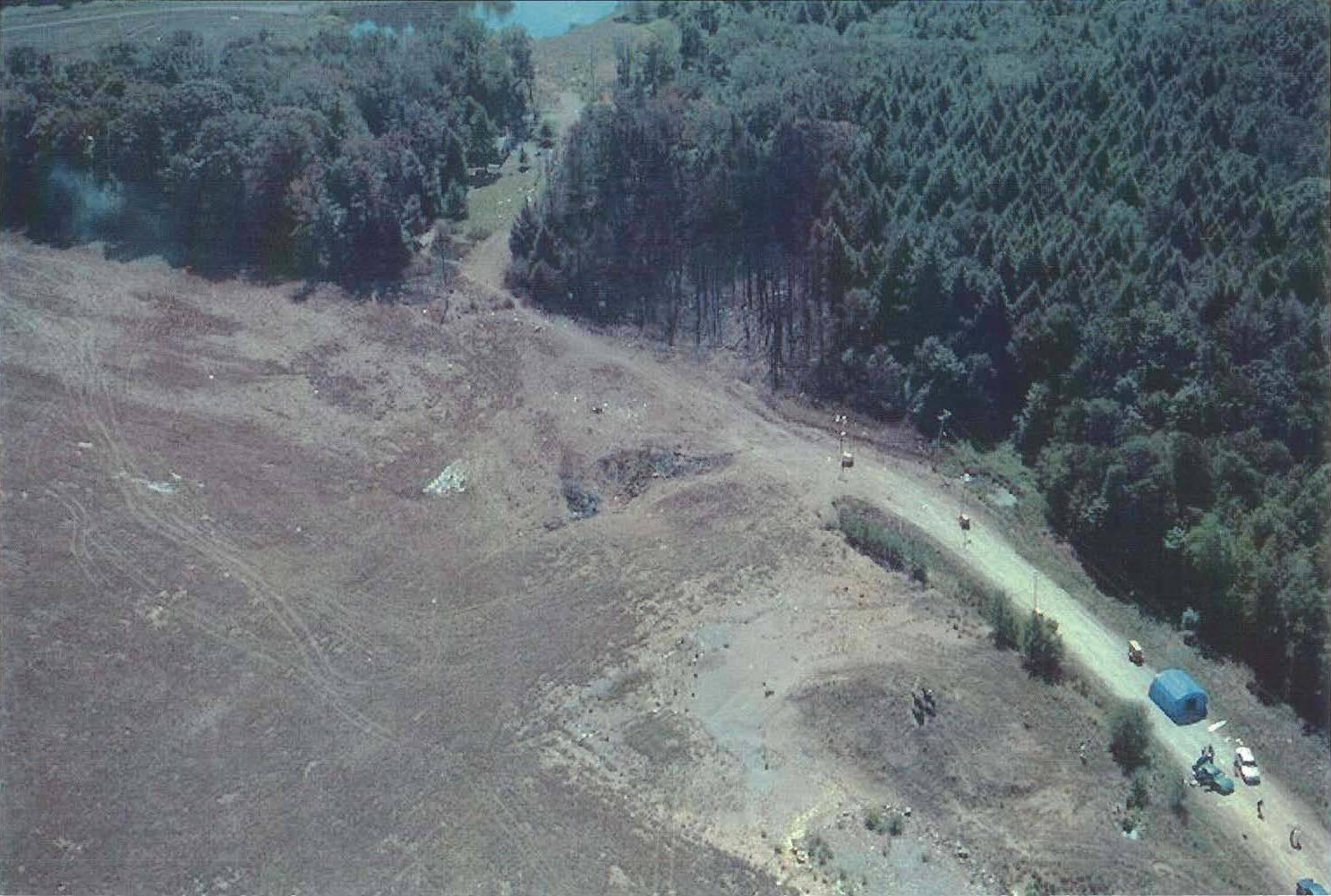
Foto del luogo dello schianto.

Il passeggero Todd Beamer, al telefono con l'operatrice telefonica Lisa D. Jefferson, la informò che lui, insieme a un gruppo di passeggeri, avevano deciso di assaltare i dirottatori per riprendere possesso dell'aereo. Questo perché avevano saputo tramite i telefoni che altri aerei dirottati poco prima si erano rivelati missioni suicide. Beamer, che era credente, recitò insieme a Jefferson il Padre Nostro e il Salmo 23, invitando altri passeggeri a farlo. Poi qualcuno gli disse qualcosa di incomprensibile e infine Beamer affermò:
Secondo le testimonianze oculari, l'aereo ondeggiò sensibilmente e andò in piena caduta libera, a una velocità di circa 580 miglia orarie (circa 933 km/h). L'aereo terminò il suo volo schiantandosi in un campo accanto ad una miniera di carbone vicino alla frazione di Shanksville, in Pennsylvania, creando un cratere di circa 35 metri. Tutte e 44 le persone a bordo rimasero uccise. La Commissione sull'11 settembre stabilì l'ora dello schianto alle 10:03:11 (le 16:03 in Italia), affidandosi alle ricostruzioni del NORAD (North American Aerospace Defense Command). Tuttavia, alcuni studi sismologici privati ed anche uno studio commissionato dall'esercito statunitense stabilirebbero l'ora dello schianto alle 10:06. La FAA invece ipotizzò dai suoi resoconti le 10:07.

## Indagini

Il tracciato di volo

### Possibili obiettivi
La Commissione ha inoltre stabilito che molto probabilmente l'obiettivo dei terroristi era raggiungere Washington, per poi colpire la Casa Bianca o il Congresso. Entrambi gli edifici erano già stati evacuati dalle ore 09:45 (le 15:45 in Italia) e non ci sarebbero state ulteriori vittime, molto probabilmente però l'effetto sull'opinione pubblica sarebbe stato molto intenso. Il vero obiettivo dei dirottatori non venne mai stabilito con certezza; prima degli attacchi, Khalid Sheikh Mohammed, Osama Bin Laden e Mohammed Atef stesero un elenco dei bersagli potenziali. Bin Laden voleva colpire la Casa Bianca e il Pentagono mentre Shaykh Mahammed voleva colpire il World Trade Center e tutti e tre concordavano sull'attacco alla capitale. Nessun altro partecipò alla selezione iniziale degli obiettivi. Bin Laden disse a Ramzi bin al-Shibh di informare Mohamed Atta che avrebbe preferito colpire la Casa Bianca rispetto alla sede del Congresso. Quest'ultimo avvertì che sarebbe stato difficile, ma concordò nella scelta della Casa Bianca come bersaglio e suggerì di considerare l'attacco al Congresso come piano alternativo. Infine, disse a Ramzi bin al-Shibh che Jarrah stava pianificando di colpire quest'ultimo, accennando alla possibilità di attaccare un sito nucleare. In base allo scambio di informazioni tra Atta e Ramzi bin al-Shibh avvenuto due giorni prima dell'attacco, probabilmente l'obiettivo dei terroristi era la Casa Bianca.

### Telefonate dai passeggeri
Larga parte di quanto avvenuto sull'aereo è stato ricostruito dalle moltissime telefonate partite dai cellulari dei passeggeri e dell'equipaggio, così come dal telefono di bordo. In tutto, sono state dodici persone - dieci passeggeri e due membri dell'equipaggio - a chiamare verso l'esterno. Questo marca una sensibile differenza rispetto agli altri tre voli e soprattutto ha permesso di ricostruire più dettagliatamente quanto successo quel giorno.
Mentre Jarrah prende in mano i controlli, gli altri tre dirottatori spingono tutti i passeggeri della seconda classe e i membri dell'equipaggio verso la coda dell'aereo. I passeggeri di prima classe invece non vengono fatti muovere. I tre erano mascherati con delle bandane; due erano armati di coltello, mentre il terzo aveva su di sé una scatola che avrebbe dovuto contenere una bomba. Prima di radunare tutti gli altri passeggeri, uno dei dirottatori ne accoltella a morte uno: si pensa che si tratti di Mark Rothenberg, l'unico passeggero della prima classe che non ha fatto alcuna chiamata. Anche Deborah Jacobs Welsh, commissario di bordo, è stata presumibilmente accoltellata.
I passeggeri e l'equipaggio iniziarono alle 09:30 a chiamare i familiari e le autorità attraverso i telefoni GTE e i cellulari, per un totale di 37 telefonate.
Dieci passeggeri e due membri dell'equipaggio riuscirono a effettuare la chiamata, fornendo informazioni sulla loro situazione a familiari, amici ed altre persone. Tom Burnett effettuò varie chiamate a sua moglie, mentre si trovava tra le file 24 e 25, e spiegò che l'aereo era stato dirottato da persone che affermavano di avere una bomba. Inoltre sottolineò che un passeggero era stato accoltellato e che la bomba era solo un metodo per tenere sotto controllo i passeggeri. La moglie lo informò degli attacchi al World Trade Center ed egli replicò che gli attentatori stavano parlando dello schianto dell'aereo. Terminò l'ultima chiamata dicendo:
Una assistente di volo, non identificata, tentò di contattare la United Airlines maintenance facility alle 09:32:29, ma nessuno rispose. La collega Sandra Bradshaw chiamò la maintenance facility alle 09:35:40 dalla fila 33, riferendo che il volo era stato dirottato da persone armate di coltelli che si trovavano nella cabina e nel ponte di volo e che una sua collega era stata accoltellata.
Un altro passeggero di prima classe, Mark Bingham, chiamò sua madre alle 09:37:03 dalla fila 35, riferendo che l'aereo era stato dirottato da tre persone che affermavano di avere una bomba. Bingham non risponderà a nessuna delle successive chiamate ricevute, né chiamerà alcuno. Anche un'altra chiamata di un altro passeggero di prima classe, Edward Felt, viene bruscamente interrotta.
Il passeggero Jeremy Glick chiamò sua moglie alle 09:37:41 dalla fila 27 e disse che il volo era stato dirottato da tre persone dalla pelle scura che sembravano "iraniani", portavano delle bandane rosse ed erano armati con dei coltelli. Glick rimase connesso fino alla fine del volo, riferendo che i passeggeri avevano votato sulla possibilità di assaltare i dirottatori.
Joseph DeLuca chiamò suo padre alle 09:43:03 mentre si trovava nella fila 26 per informarlo del dirottamento e Todd Beamer cercò di chiamare sua moglie, ma la chiamata venne inviata all'operatore Lisa D. Jefferson. Beamer disse all'operatore che il volo era stato dirottato e che i piloti erano sul pavimento morti o morenti, aggiungendo che un dirottatore aveva una cintura rossa con una bomba agganciata al corpo. Alle 09:46 un impiegato della United Airlines inviò il seguente messaggio ACARS al volo 93:
Linda Gronlund chiamò sua sorella Elsa Strong alle 09:46:05 e lasciò un messaggio dove diceva che c'erano degli uomini con una bomba.
L'assistente di volo CeeCee Lyles chiamò suo marito alle 09:47:57 lasciandogli un messaggio dove affermava che l'aereo era stato dirottato. L'assistente di volo Sandra Bradsaw chiamò suo marito alle 09:50:04 e gli disse che stava preparando acqua bollente per lanciarla sui dirottatori. Elisabeth Wainio chiamò la sua matrigna alle 09:53:43 e concluse la telefonata dicendo
Mentre alle 09:51:11 Jarrah stava chiamando nella frequenza VOR l'aeroporto di Washington-Ronald Reagan per richiedere aiuto alla navigazione per dirigere l'aereo verso Washington D.C., Bradshaw, al telefono con il marito, disse:
La rivolta iniziò alle 09:57. I dirottatori nella cabina di comando capirono cosa stava succedendo alle 09:57:55, quando qualcuno esclamò: "c'è qualcosa? una lotta?". Edward Felt compose il numero di emergenza 911 dal suo cellulare nella toilet dell'aereo per ricevere informazioni. La sua chiamata venne ricevuta dal centralinista John Saw, al quale Felt disse del dirottamento, prima della caduta della chiamata. Lyles chiamò suo marito un'ultima volta dal cellulare e gli disse che i passeggeri stavano facendo irruzione nella cabina di comando. Jarrah iniziò a virare l'aereo a sinistra e a destra per far perdere l'equilibrio ai passeggeri. Disse ad un altro dirottatore alle 09:58:57: "Vogliono entrare qui. Trattienili, trattienili dall'interno. Trattienili dall'interno. Trattienili". Alle 09:59:52 Jarrah decise di cambiare strategia e puntò l'aereo verso l'alto e verso il basso per fermare l'assalto.
Cosa sia effettivamente successo dopo non è del tutto chiaro. Dalla scatola nera si evince comunque che i passeggeri non fecero in tempo a penetrare nella cabina di pilotaggio e riprendere il controllo dell'aereo. Ziad Jarrah, il "pilota" della cellula terroristica, fu più veloce nel lanciare l'aeromobile in picchiata, con il preciso scopo di schiantarsi a terra.

### La scatola nera

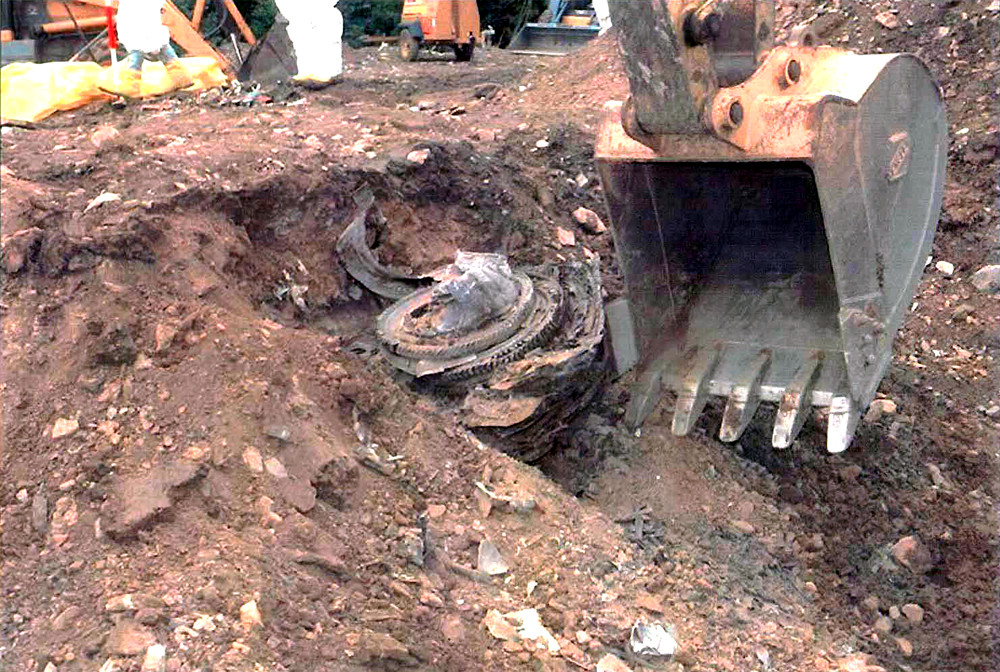
Il motore Pratt & Whitney PW2000 del Boeing 757-200

L'aereo si disintegrò a causa dell'impatto, e la maggior parte dei rottami venne trovata nei pressi del cratere. Gli investigatori trovarono detriti molto leggeri, tra cui carta e nylon sparpagliati in un raggio di circa 13 km. Altri piccoli frammenti vennero trovati a circa 2,4 km un miglio e mezzo di distanza presso Indian Lake, e i resti umani in un'area di circa 28 ha attorno al punto dell'impatto. Non fu possibile determinare chi era deceduto prima dell'impatto e chi a causa dello schianto, e tutti i resti vennero identificati solo il 21 dicembre. Essi, assieme agli effetti personali, furono consegnati alle famiglie. I resti dei dirottatori, identificati per esclusione, vennero inviati all'FBI in qualità di prove.
Gli investigatori localizzarono le scatole nere il 13 e il 14 settembre. Il registratore audio era sepolto a 7.6 m di profondità nel cratere. L'FBI rifiutò di rilasciare la registrazione rigettando la richiesta del membro del congresso Ellen Tauscher e dei familiari dei passeggeri. Il 18 aprile 2002 venne permesso ai familiari di ascoltare le registrazioni in una sessione a porte chiuse. Le trascrizioni di quelle registrazioni vennero rilasciate pubblicamente il 12 aprile 2006.
La registrazione sconfessa anche l'ipotesi formulata in un primo momento sul primo ufficiale, LeRoy Homer Jr., ritenuto ferito mortalmente. Infatti, i terroristi hanno difficoltà nel pilotare e ad un certo punto della registrazione affermano chiaramente di avere bisogno di lui per poter continuare.
Sembra che i terroristi stessi si siano barricati nella cabina di pilotaggio prima che i passeggeri vi si lanciassero contro nel tentativo di riprendere il controllo dell'aereo. I quattro pregano, si tranquillizzano a vicenda e discutono in arabo su quali contromisure prendere nei confronti dei passeggeri, arrivando perfino ad ipotizzare l'uso dell'ascia antincendio o di togliere l'ossigeno per soffocare la rivolta. Alla fine di una concitata discussione, i dirottatori prendono la tragica decisione di lasciar cadere in picchiata l'aereo.
Ci furono alcuni disaccordi tra le ricostruzioni degli eventi degli investigatori e dei familiari dei passeggeri, in riferimento all'irruzione dei passeggeri nella cabina di comando. Mentre i familiari delle vittime affermarono che i passeggeri riuscirono a penetrare nella cabina, la commissione ufficiale affermò che «i dirottatori rimasero ai controlli ma dovettero essersi accorti che i passeggeri li avrebbero sopraffatti entro pochi secondi».
Durante le operazioni di recupero del relitto dell'aereo, gli investigatori trovarono un coltellino svizzero e un accendino con una lama nascosta all'interno.
È da precisare che se i passeggeri fossero riusciti a prendere il controllo dell'aereo, avrebbero dovuto in qualche modo farlo atterrare (operazione che richiede un pilota esperto). La loro unica speranza sarebbe potuta essere quella di farsi comunicare da terra come inserire il pilota automatico (che può far atterrare l'aereo senza il pilota).

## Vittime

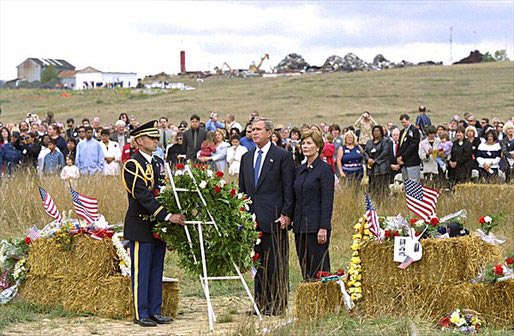
Il Presidente George W. Bush e sua moglie Laura partecipano alla commemorazione del primo anniversario della tragedia del volo UA93 a Shanksville (fonte: Tina Hager, Casa Bianca).

### Nazionalità
| Nazionalità   | Passeggeri | Equipaggio | Totale |
| ------------- | ---------- | ---------- | ------ |
| Stati Uniti   | 30         | 7          | 37     |
| Germania      | 1          | 0          | 1      |
| Giappone      | 1          | 0          | 1      |
| Nuova Zelanda | 1          | 0          | 1      |
| Totale        | 33         | 7          | 40     |

### Elenco
Di seguito, la lista delle 40 vittime dello schianto (esclusi i 4 terroristi).

#### Equipaggio
- Jason Dahl (comandante)
- LeRoy Homer Jr. (primo ufficiale)
- Sandra Bradshaw
- CeeCee Lyles
- Wanda Green
- Lorraine G. Bay
- Deborah Welsh

#### Passeggeri
- Thomas Burnett Jr.
- Edward P. Felt
- Todd Beamer
- Mark Bingham
- Jeremy Glick
- Honor Elizabeth Wainio
- Louis J. Nacke Jr.
- Richard Guadagno
- Donald Freeman Greene
- Alan Anthony Beaven
- Marion R. Britton
- Nicole Carol Miller
- Joseph De Luca
- Patricia Cushing
- Christian Adams
- William Joseph Cashman
- Waleska Martinez
- Jane Folger
- Collen Fraser
- Mark Rothenberg
- Deora Frances Bodley
- Georgine Rose Corrigan
- Patrick Joseph Driscoll
- Andrew Garcia
- Kristin White Gould
- Linda Gronlund
- Toshiya Kuge
- Hilda Marcin
- Lauren Grandcolas
- Donald Peterson
- Jean Headley Peterson
- Christine Snyder
- John Talignani

## Sviluppi successivi

### Modifica del numero di volo
Come per gli altri aerei, il numero del volo è stato modificato (da 93 a 81) nell'ottobre del 2001 per rispetto alle vittime dello schianto. Due delle vedove delle vittime, Lisa Beamer, moglie di Todd Beamer, e Melodie Homer, moglie di LeRoy Homer Jr., hanno simbolicamente percorso con il nuovo volo UA81 la tratta che i loro rispettivi mariti avrebbero dovuto percorrere quel giorno. Successivamente, la compagnia ha totalmente eliminato il numero "93" dalla lista di contrassegni per i suoi voli ed ha anticipato la partenza della tratta Newark-San Francisco di un quarto d'ora circa (dalle 08:00 alle 07:45). Anche l'aeroporto di Newark ha cambiato nome da Newark International Airport a Newark Liberty International Airport.

### Riconoscimenti
Il 19 settembre 2001, le vittime del volo UA93 sono state proposte per l'assegnazione della Medaglia d'Oro del Congresso USA alla memoria. Una legge del Congresso, approvata il 23 dicembre 2011, ha deliberato la concessione di tale onorificenza - a titolo collettivo - alla memoria di tutti i caduti negli attentati dell'11 settembre 2001. Questo segue una lunga serie di riconoscimenti, fra cui si annovera anche un monumento commemorativo del governo, chiamato Flight 93 National Memorial, inaugurato nel 2011. Presso tale monumento, nella ricorrenza del giorno e dell'ora del tragico impatto del volo UA93 si tiene un'importante cerimonia, che culmina nei rintocchi delle Campane del ricordo (Bells of Remembrance).
Il 24 settembre 2001, il Presidente George W. Bush ha voluto incontrare alla Casa Bianca le famiglie delle vittime.
Nei giorni successivi all'11 settembre 2001, al cancello d'imbarco 17A dell'aeroporto di Newark, da cui partì l'aereo, è stata apposta una bandiera statunitense, rimossa soltanto nel maggio del 2006. Sempre all'interno dell'aeroporto, c'è un piccolo memoriale dedicato ai membri dell'equipaggio deceduti all'interno della sala da riposo dei dipendenti della United Airlines.

### Memoriale

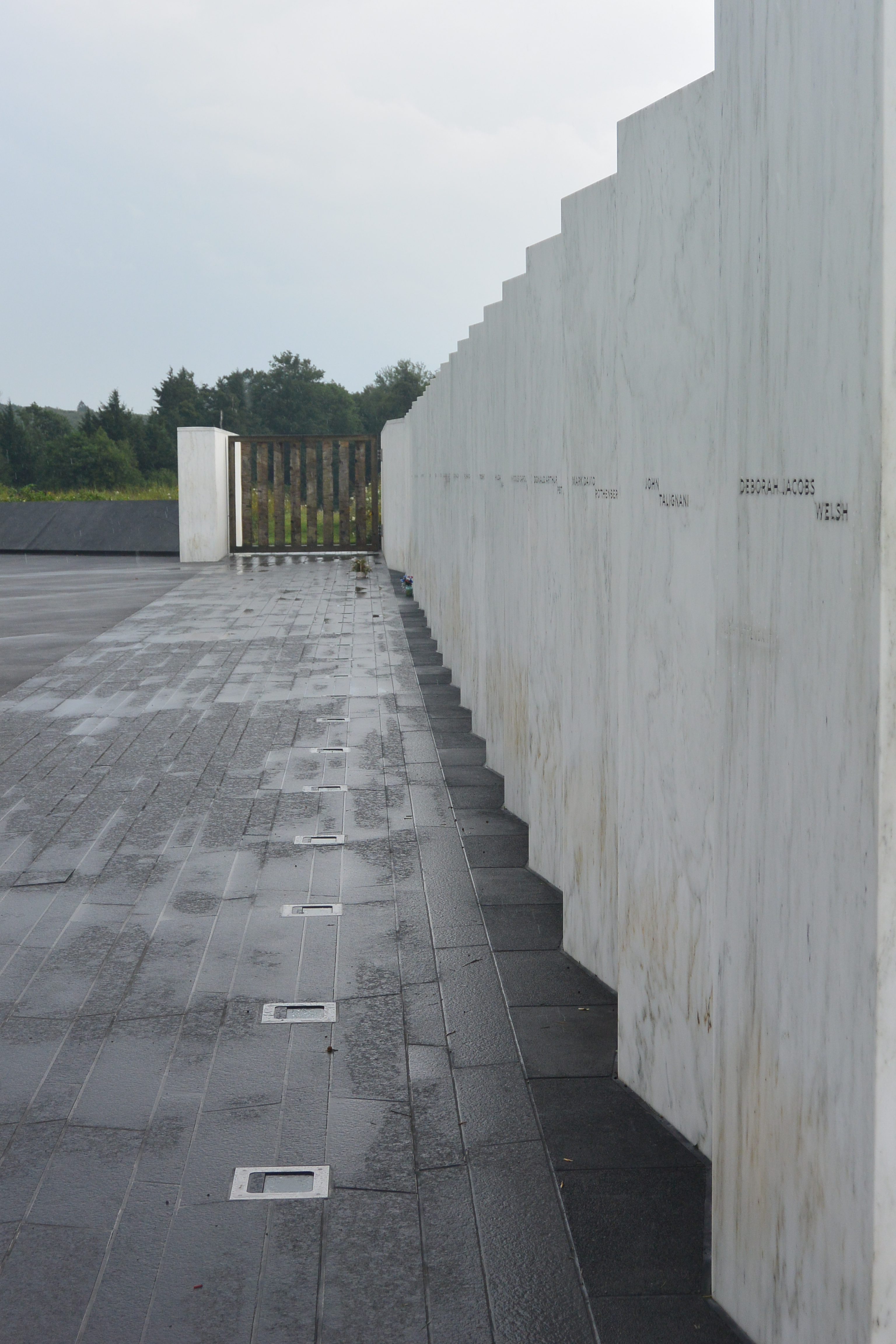
Il memoriale del volo UA93

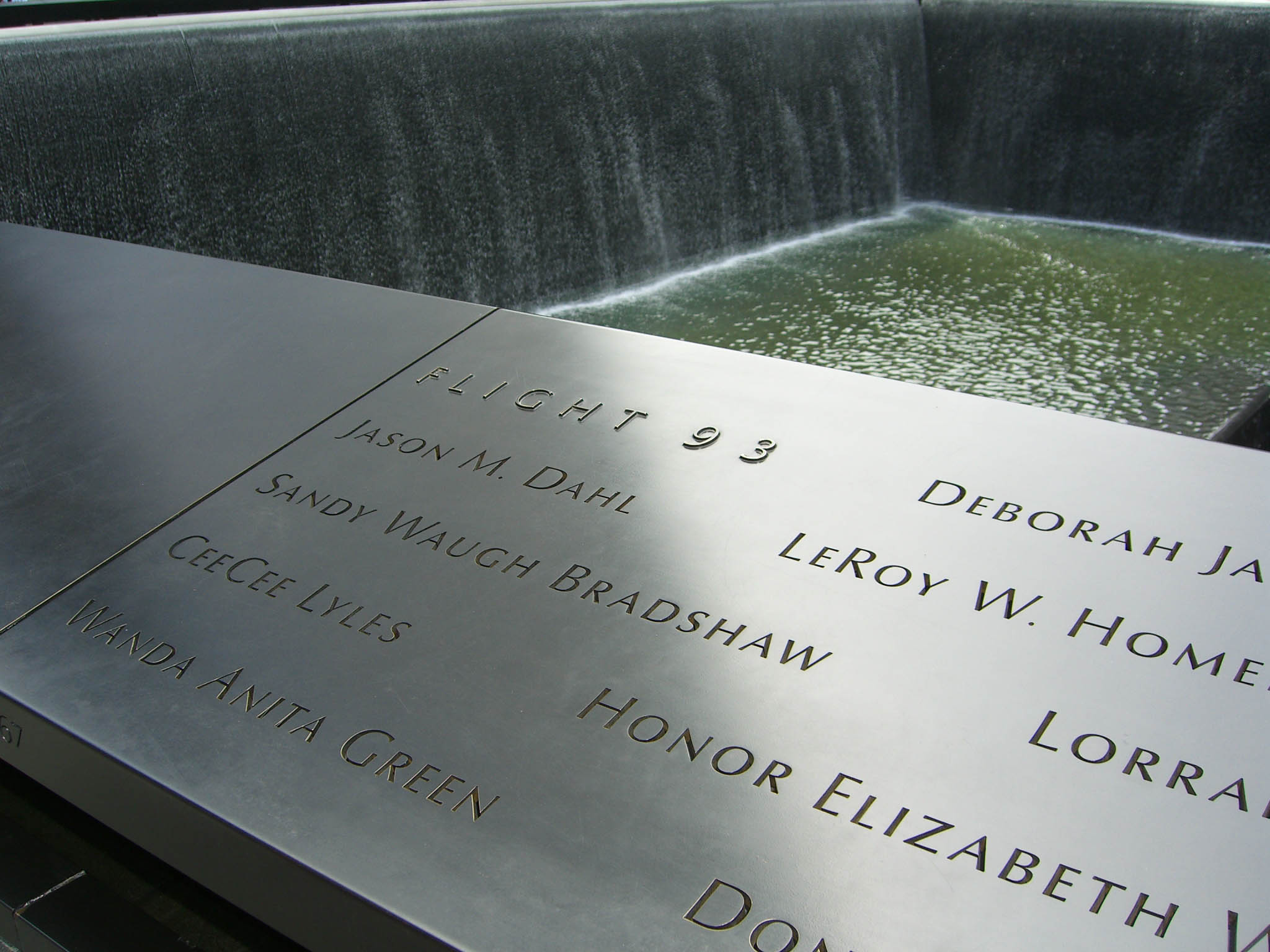
Il pannello dedicato al volo UA93 al National September 11 Memorial & Museum

A Shanksville, nel campo in cui l'aereo si è schiantato, è stato eretto un monumento commemorativo, scelto dopo un concorso. Il progetto vincitore, chiamato Crescent of Embrace (traducibile come "La mezzaluna dell'abbraccio"), è un'enorme mezzaluna che simboleggia un sentiero, circondato da aceri lungo l'arco esterno. Il monumento ha causato alcune polemiche perché la mezzaluna è il simbolo di molti stati islamici, così come islamici erano i terroristi che hanno dirottato l'aereo. L'autore si è difeso assicurando che non c'erano intenti diffamatori nei confronti dell'Islam e che è disponibile ad apportare delle modifiche all'opera.

## Influenza culturale
La vicenda del volo UA93 ha dato spunto ad alcuni registi.

### Cinema
- United 93, regia di Paul Greengrass — film (2006).

### Televisione
- The Flight That Fought Back, regia di Phil Craig – documentario (2005);
- Flight 93, regia di Peter Markle – film TV (2006).